# 라이오 피로야
라이오 피로야(에스토니아어: Raio Piiroja, 1979년 7월 11일 ~ )는 에스토니아의 은퇴한 축구 선수로, 포지션은 중앙 수비수이다. 현역 시절에는 에스토니아의 주요 프로 축구 클럽에서 활약했으며, 올해의 에스토니아 축구 선수에 5번 선정되었다(2002, 2006, 2007, 2008, 2009).

## 축구인 경력

### 클럽 경력
1995년 고향인 패르누를 연고로 한 JK 패르누에서 프로 무대에 입문하였다. 이후 FC 플로라 탈린 등 에스토니아의 메이스트릴리가에서만 활약하며 2002년 에스토니아 올해의 축구 선수상을 수상하였다. 2003년 임대로 볼레렌가 IF에 둥지를 틀며 노르웨이에 첫 발을 디뎠다.
임대 복귀 후 프레드릭스타드로 이적한 피로야는 2006 시즌 노르웨이 컵 결승전에서 2골을 기록하며 팀을 우승으로 이끄는 등 좋은 활약을 펼치며 2011년까지 활약하였다. 프레드릭스타드에서 활약하는 이 7년의 기간 동안 에스토니아 올해의 축구 선수상을 4회 수상하였다. 2011-12 시즌을 앞두고 피테서로 이적하였으나 부상 이후 좀처럼 컨디션을 회복하지 못하다 친정 팀 플로라 탈린으로 이적하였다.
2013년 청두 셰페이롄으로 이적하였다.

### 국가대표 경력
1998년 11월 21일 2-1로 패배한 아르메니아와의 친선 경기에서 빅토르 알로넨과 교체되면서 A매치에 데뷔하였다. 2011년 3월 25일 우루과이를 상대로 한 경기에서 A매치 100경기 출전을 달성하여 센추리 클럽에 가입하였다.

## 개인사
2011년 프레드릭스타드 소속 당시 탈세 혐의로 조사를 받은 바 있다.

## 같이 보기
- A매치 100경기 이상 출전한 축구 선수 명단